# Aspektseende
Ett aspektseende innebär att se något visst som något annat (dvs ur en viss aspekt). Ett slags vetenskaplig "lek". Det handlar om att förklara svårbegripliga och oväntade fenomen, att fånga och ange deras betydelser genom att spekulativt utforska och problematisera dem.